# Crédit Lyonnais
Il Crédit Lyonnais è una banca francese, fondata nel 1863 a Lione da Henri Germain, nazionalizzata nel 1945, ed estesasi nel XX secolo fino ad essere considerata la prima banca del paese.
A partire dal 1988 l'istituto di credito divenne il centro di diverse speculazioni finanziarie, fino allo scoperto che lo pose in bancarotta, nel 1993, a causa del finanziamento non rientrato rivolto all'acquisto della MGM da parte di Giancarlo Parretti.
Nel 2003 l'istituto bancario entra nel gruppo del Crédit Agricole diventando "Calyon S.A." (contrazione dei nomi delle due banche) rinominato nel 2010 in "Crédit agricole Corporate and Investment Bank"
Dal 2005 la banca usa il logo LCL (Le Crédit Lyonnais).

## Storia

### 1863 - 1882
Il Crédit lyonnais fu fondato nel 1863 per impulso di Henri Germain. Fra i suoi soci c'erano anche i sansimonisti Barthélemy Prosper Enfantin e Paulin Talabot, e l'industriale Eugène II Schneider. La fondazione s'inseriva nella "seconda rivoluzione bancaria" di metà Ottocento, che vedeva una nuova generazione di banche d'ispirazione sansimoniana organizzare la raccolta sistematica del risparmio che rimaneva inutilizzato presso il grande pubblico, e indirizzarlo verso gli impieghi industriali o i mercati finanziari.
Il Crédit Lyonnais crebbe rapidamente nei primi vent'anni: il capitale sociale passò da 8 a 200 milioni di franchi.
Nel 1865 furono aperte le agenzie di Parigi e Marsiglia. Nel 1870 l'occupazione prussiana di Parigi spinse Henri Germain ad aprire un ufficio a Londra, allora capitale finanziaria mondiale.
Il Crédit lyonnais, benché fosse una banque de dépôt, operò anche come banca d'affari, partecipando alla fondazione di imprese o assumendovi forti partecipazioni: partecipò fra l'altro alla fondazione della Lyonnaise des eaux e della Société foncière lyonnaise. Il Crédit lyonnais si fece una reputazione sui mercati finanziari contribuendo al collocamento dei titoli del prestito della Liberazione nel 1871, ed emettendo i titoli del debito municipale di Parigi e Lione.
Il rapido sviluppo della Banca le permise nel 1872 di trasformarsi da società a responsabilità limitata a società per azioni, stato che le permise di aumentare considerevolmente il capitale. Nel 1878 divenne la più grande banca francese. Benché sia ancora assente da alcune grandi città francesi, in quest'epoca la sua rete di filiali estere conta già le agenzie di Londra, Costantinopoli, Alessandria, Ginevra, Madrid e ben presto anche San Pietroburgo. Il 1879 è l'anno della "conquista" della clientela parigina attraverso la creazione di 23 filiali di quartiere in un anno. A partire dall'anno successivo iniziò l'espansione nel resto della Francia.
La crescita del Crédit lyonnais conobbe un arresto negli anni 1881-1882 a causa del "crac" dell'Union générale dovuto alla sfrenata speculazione di borsa. Henri Germain previde la crisi e provvide a ridurre i crediti e le immobilizzazioni, ciò che gli permise di far fronte alle richieste di ritiro dei depositi dei clienti. La "dottrina Germain" sulla liquidità e la sicurezza degli impieghi rimarrà a lungo la regola di condotta di tutte le banche di deposito; essa è basata sul principio che "le risorse a breve termine non possono finanziare gli impieghi a lungo termine".
Durante la Belle Époque, grazie all'espansione dell'azionariato, il Crédit Lyonnais diventa la seconda capitalizzazione di borsa di Parigi.

### 1882 - 1914

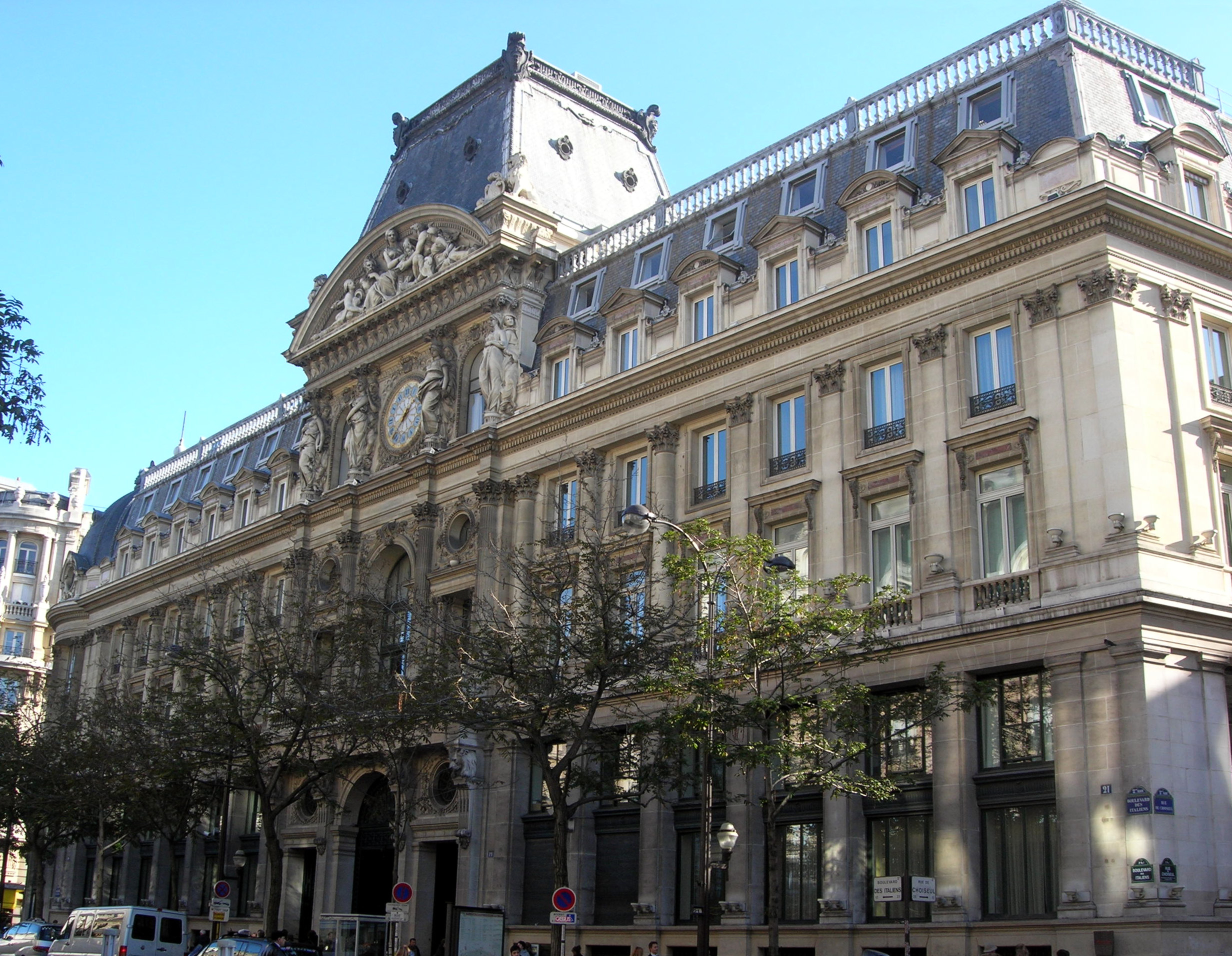
La sede centrale, sul boulevard des Italiens

Nel 1882 la succursale di Parigi fu promossa a sede centrale della Banca, consacrando uno spostamento del potere decisionale verso la capitale. L'anno successivo venne inaugurata la nuova sede, di ampie dimensioni, il cosiddetto "Hôtel des Italiens", in quanto sorgeva sul boulevard omonimo. A partire dal 1880 i coulissier (intermediari di borsa non riconosciuti) avevano organizzato un "dopo borsa" nel salone della Banca dalle 16.00 alle 19.00 che permette di scambiare titoli dopo la chiusura della Borsa di Parigi.
Nella sua strategia di banque de dépôts, il Crédit lyonnais continuò ad estendere la rete delle filiali nazionali ed estere. Fra il 1882 e il 1900 il numero delle agenzie salì da 110 a 189. E raddoppiò ancora fra il 1900 e il 1913. All'estero vennero aperti uffici a Bruxelles, Mosca, Odessa, Smirne, Lisbona, Porto, Porto Said, al Cairo, Gerusalemme, Barcellona, Valencia, Siviglia, San Sebastián.
Il Crédit lyonnais s'impegna attivamente nell'emissione e nel collocamento dei titoli del debito pubblico francese ed estero. Grazie a una bilancia dei pagamenti in attivo, questa esportazine di capitali fece della Francia il "banchiere del mondo". Il Crédit lyonnais, che si era inibito le partecipazioni industriali, sosteneva le imprese attraverso l'espediente dell'emissione di obbligazioni e soprattutto attraverso lo sconto degli effetti di commercio, che restava la principale attività dell'istituto.
Henri Germain morì nel 1905, ma riuscì a vedere la banca che aveva fondato diventare la più grande banca del mondo per raccolta, posizione che conserverà fino al 1913. L'azienda contava allora 16.400 dipendenti nel mondo, di cui 13.900 in Francia.

### 1914 - 1945
Lo scoppio della prima Guerra mondiale ebbe riflessi anche sul Crédit Lyonnais: quasi 8.000 impiegati furono mobilitati, molte sedi furono chiuse, la proroga delle scadenze commerciali paralizzògli scambi e circa il 20% dei depositi furono ritirati. Alla fine del conflitto il Crédit lyonnais aveva perso 1.592 impiegati, e trovava delle condizioni di mercato ben diverse da quelle dell'Anteguerra.
In seguito alla Rivoluzione Russa le agenzie in Russia furono chiuse nel 1920 e il debito pubblico dell'Impero zarista non fu riconosciuto dai bolscevichi. Subito dopo la Guerra, la rivoluzione nazionalista di Mustafa Kemal trascinò anche le agenzie in Turchia nello stesso destino.
In Francia il paesaggio bancario del primo dopoguerra cambiò in conseguenza delle rivoluzioni straniere e dell'iperinflazione. Lo Stato divenne un attore importante nel sistema finanziario. In questo contesto difficile il Crédit lyonnais perse il primo posto fra le banche francesi nel periodo 1920-1929.
Negli anni Venti il Crédit lyonnais allargò la propria clientela industriale. A tal fine nel 1916 costituì insieme al Comptoir national d'escompte de Paris un istituto di credito a medio termine alle imprese, l'UCINA -  Union pour le crédit à l'industrie nationale.
nello stesso periodo proseguì anche la politica di estensione della rete di filiali, che raggiunsero il numero di 1.450 negli anni Trenta, prima di ridursi per effetto della crisi economica degli anni Trenta. Grazie a queste iniziative e alla grossa attività del settore titoli, nel 1929 il Crédit lyonnais ritornò ad essere la prima banca francese, e attraversò senza troppi danni la crisi del 1929.
Nel 1936 il Lyonnais era la quarta società più capitalizzata della Borsa di Parigi, dopo la crescita d'importanza delle industrie in Borsa, quando era la terza nel 1913.
Malgrado i bombardamenti di cui furono oggetto certe agenzie francesi, il Crédit lyonnais fu complessivamente meno colpito dalla seconda Guerra mondiale di quanto non lo fosse stato dalla Prima. Non potendo utilizzare il denaro depositato per concedere prestiti, dato il rallentamento dell'economia in tempo di guerra, la Banca impiegò il denaro in buoni del Tesoro.
Il Crédit lyonnais aveva antichi rapporti con la Deutsche Bank. Certamente la Banca francese ricavò dalla collaborazione con la Germania nazista dei profitti difficili da quantificare. Nel 1945 il Comitato per la confisca dei profitti illeciti li valutò a circa 150 milioni di franchi.
Durante il periodo di Occupazione furono introdotte misure legislative per spogliare gli ebrei dei loro beni, fra cui i conti bancari. Il percorso che dovevano seguire le banche era indicato in tre tappe: un primo censimento dei conti correnti intestati a ebrei; una successiva revisione della lista per inserire le dimenticanze; infine, se c'erano dubbi, la richiesta al cliente del certificato di non appartenenza alla razza ebraica.
La legge bancaria del 2 dicembre 1945 separò nettamente le banche di deposito da quelle d'affari. Decise inoltre la nazionalizzazione dei quattro principali istituti di credito, fra cui il Crédit lyonnais.

### 1945 - 1966
Con legge 1º gennaio 1946 il Crédit Lyonnais, come le altre grandi banche di deposito, fu parzialmente nazionalizzato.
Malgrado il contingentamento legale dell'apertura di nuove filiali, l'istituto perseguì una politica di conquista del mercato. I ricavi delle operazioni su titoli si erano dimezzati rispetto all'Anteguerra, perciò il Crédit Lyonnais intensificò la propria attività in favore dell'industria, soprattutto per quanto riguardava le operazioni con l'estero e di sconto. 
Il Crédit Lyonnais assume partecipazioni nelle imprese attraverso società finanziarie controllate, come la Sofinex fondata nel 1963, aggirando il divieto di partecipazioni per le banche di deposito.
Negli anni Cinquanta vennero create per la Pechiney le prime emissioni di obbligazioni convertibili in azioni e di obbligazioni con partecipazione. Nel 1959 venne fondata la SLIVAM (Société lyonnaise d'investissement en valeurs mobilières), che prefigurava le SICAV.
Sul piano internazionale la rete si estese a partire dal 1947 in America latina (Brasile, Perù, Venezuela), poi in Medio Oriente, in modo più instabile a causa delle tensioni diplomatiche. Nelle colonie francesi in Africa, in seguito alla decolonizzazione, le agenzie furono trasformate in banche consociate.

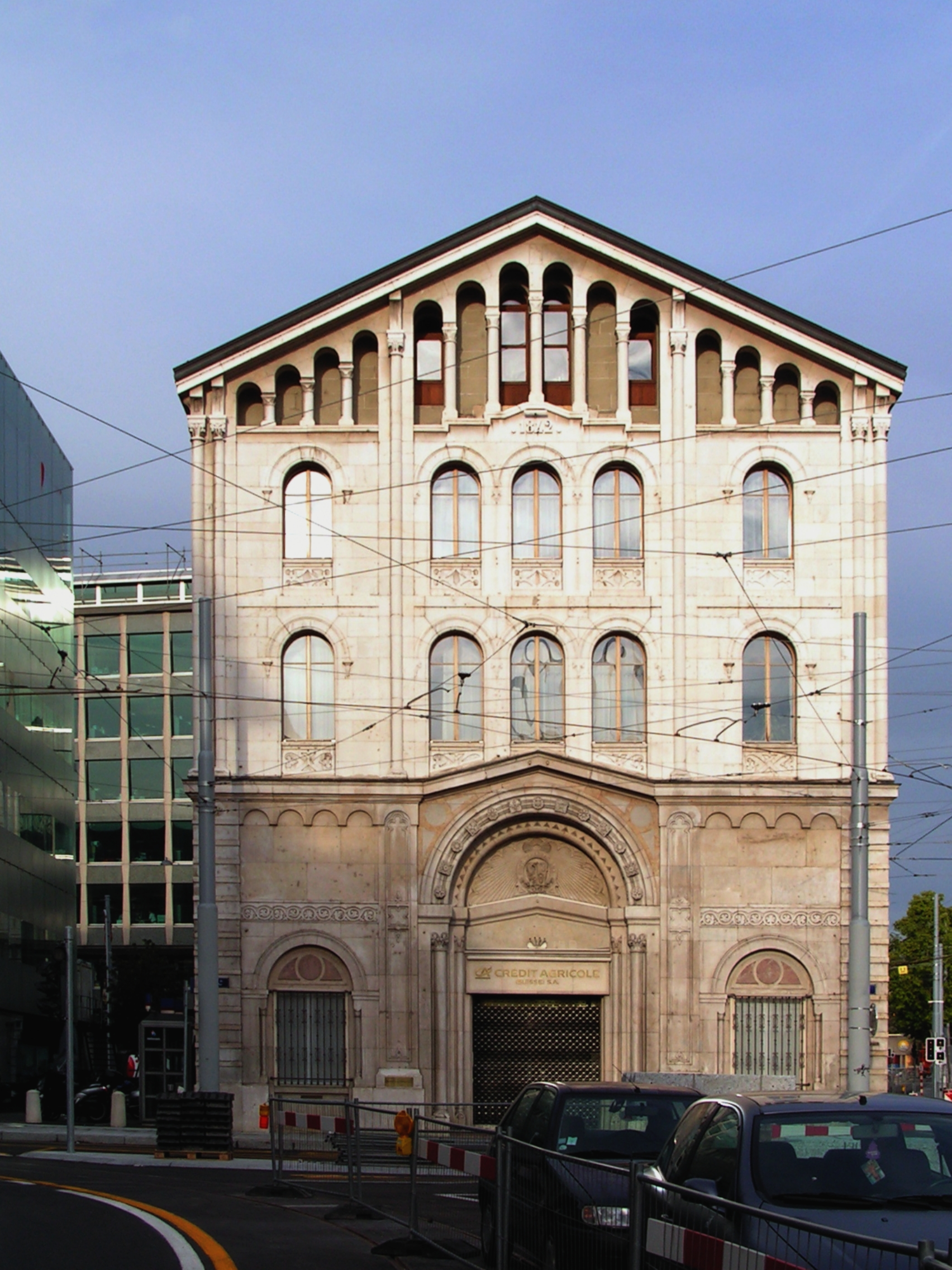
La sede di Ginevra, ora sede del Crédit Agricole

### 1966 - 1993
A partire dal 1966 lo Stato creò le condizioni di un nuovo ciclo di espansione e di innovazione nelle banche, attenuando la separazione fra le banche d'affari e le banche di depositi. Per accompagnare la diffusione massiccia della società francese, il Crédit lyonnais aumentò il numero delle filiali da 828 nel 1967 a 1.905 nel 1974, mentre il numero dei dipendenti passò da 29.000 a 47.000.
A partire dal 1966 la banca si internazionalizzò sempre più: nel 1970 venne fondato l'UBAF (Union de banques arabes et françaises); fra il 1970 e il 1973 si forma l'alleanza Europartners fra Crédit lyonnais, Commerzbank, Banco di Roma e Banco Hispano-Americano; nel 1971 la filiale di New York ottenne lo statuto di succursale; nel 1972 il Crédit lyonnais fu la prima banca occidentale ad essere autorizzata ad apritre un ufficio di rappresentanza a Mosca; nel 1976 aprì la agenzia di Tokyo.
Benché nel 1973 una legge avesse parzialmente aperto il capitale al personale, le numerose assunzioni e gli avvicendamenti del personale crarono tensioni e l'istituto bancario fu colpito più gravemente di quelli concorrenti dallo sciopero bancario del 1974. nel 1976 il presidente Jacques Chaine fu assassinato davanti alla sede centrale della Banca.
Nel 1982 il Crédit lyonnais, come le altre grandi banche francesi, fu completamente nazionalizzato.
Fra il 1989 e il 1992 il Lyonnais espanse la propria rete internazionale attraverso l'acquisizione della Chase Banque de Commerce in Belgio, del Credito Bergamasco e del Banco San Marco in Italia, della Banca Jover e del Banco Comercial Español in Spagna, e della BFG Bank in Germania. 
Inoltre, importanti partecipazioni nel capitale delle imprese furono assunte attraverso le consociate Clinvest e Clindus. 
Questa strategia si rivelò tuttavia rischiosa, in particolare a causa della congiuntura economica del 1992. Ne derivarono perdite pesanti.
Nel 1993 il Crédit lyonnais era sull'orlo della bancarotta, in particolare a causa della partecipazione nella Metro-Goldwyn-Mayer e agli investimenti nel settore immobiliare.

### 1996 - 2013
Nel 1999 la Banca fu privatizzata, ma lo Stato trattenne un quinto del capitale e nessun azionista poteva detenere più di un decimo delle azioni senza autorizzazione governativa. I maggiori azionisti divennero il Crédit agricole, AXA e Allianz, attraverso le AGF.
Nel 2003 il Crédit agricole prese il controllo del Crédit lyonnais. Vengono perciò fuse la banca d'affari del Lyonnais, BFI, con Indosuez del gruppo Agricole per formare Calyon.
Nel 2005 avviene il rilancio d'immagine del Crédit lyonnais, alla tradizionale sigla "CL" viene sostituita la nuova sigla "LCL - Le Crédit Lyonnais", ma la ragione sociale rimane Crédit lyonnais.
Nel 2013 il Governo francese ha annunciato un prestito di 4,5 miliardi di euro per saldare il debiti del Crédit lyonnais. In totale il salvataggio della Banca sarà costato 14,7 miliardi.